# Attus radoszkowskii
Attus radoszkowskii är en spindelart som beskrevs av Władysław Taczanowski 1871 [1872. Attus radoszkowskii ingår i släktet Attus och familjen hoppspindlar. Inga underarter finns listade.